# Mouctar Diakhaby
Pour les articles homonymes, voir Diakhaby.
Mouctar Diakhaby, né le 19 décembre 1996 à Vendôme, est un footballeur international guinéen évoluant au poste de défenseur au Valence CF.

## Biographie
Mouctar Diakhaby est né le 19 décembre 1996 à Vendôme, de parents guinéens originaires de Touba, dans la région de Boké.
Il grandit dans le quartier de Malakoff à Nantes.
Il débute à l'USSA Vertou, en poussins deuxième année. Il intègre ensuite le pôle espoirs de Saint-Sébastien-sur-Loire en 2009 pour deux ans de préformation. La même année il signe au FC Nantes, où il joue peu, avant de revenir à Vertou. À Nantes, il est placé au poste d'attaquant ou de milieu droit, ce qui ne correspond pas à ses qualités.
Il se révèle à Vertou à l'âge de 15 ans, en étant surclassé dans la catégorie des moins de 19 ans nationaux. Il réalise alors des essais au sein de plusieurs clubs professionnels : à Rennes, Angers, Niort, puis de nouveau à Nantes. Le responsable du recrutement du centre de formation du club nantais le trouve toutefois "trop gentil dans les duels".
Il rejoint finalement le centre de formation de l'Olympique lyonnais, à l'âge de 16 ans. En mai 2015, il dispute la finale de la Coupe Gambardella, perdue face au FC Sochaux. Quelques semaines plus tard, en août 2015, il signe son premier contrat professionnel avec l'Olympique lyonnais, pour une durée de trois ans, en compagnie de son coéquipier Aldo Kalulu.
Il réalise ses débuts en Ligue 1 le 10 septembre 2016 contre Bordeaux (défaite 3-1). Le mois suivant, il est titulaire en Ligue des champions face à la Juventus (défaite 1-0). Il inscrit son premier but en pro contre le FC Nantes en championnat, puis récidive contre Montpellier en Coupe de France. Lors de la Ligue Europa il inscrit trois buts, face à l'Alkmaar et lors des deux confrontations face à l'AS Roma.
Il joue moins lors de la saison 2017-2018, devenant le troisième choix en défense centrale de Bruno Génésio derrière Marcelo et Jérémy Morel. Il est écarté du groupe lors de la dernière journée de ligue 1 à cause de sa très mauvaise prestation face à Strasbourg la semaine précédente (défaite 3 buts à 2), étant fautif sur les trois buts encaissés.
Le 28 juin 2018, le club espagnol de Valence officialise l'arrivée de Diakhaby, qui signe un contrat de cinq ans contre 15 millions d'euros. Valence a fixé une clause libératoire de 100 millions d'euros. 
En février 2024, Mouctar Diakhaby devient ambassadeur de bonne volonté de l’OIM. 
Le 2 mars 2024, face au Real Madrid, il subit une très grave blessure à la jambe droite, à la suite d'une mauvaise chute d'Aurélien Tchouaméni qui atterrit involontairement sur lui. Le lendemain, le club annonce que Mouctar Diakhaby souffre d'une luxation du genou droit et qu'il pourrait être indisponible 1 an.

### En équipe nationale

#### En équipes de France jeunes
Avec les moins de 19 ans, il participe au championnat d'Europe des moins de 19 ans 2015 organisé en Grèce. Lors du tournoi, il inscrit un but contre la Grèce. La France atteint les demi-finales de la compétition, en étant battue par l'Espagne.
Avec les moins de 20 ans, il participe au Tournoi de Toulon en 2016. La France atteint la finale de cette compétition, en étant battue par les espoirs anglais. Mouctar Diakhaby est titulaire et dispute l'intégralité de cette finale.
Diakhaby est ensuite convoqué en équipe de France espoirs par le nouveau sélectionneur, Sylvain Ripoll.

#### En équipe de Guinée
Le 18 mai 2022, il est convoqué pour la première fois avec l'équipe de Guinée pour la rencontre face à l'Égypte et le Malawi, comptant pour les éliminatoires de la CAN 2023.
Le 23 décembre 2023, il est retenu dans la liste des vingt-cinq joueurs guinéens sélectionnés par Kaba Diawara pour disputer la Coupe d'Afrique des nations 2023.

## Caractéristiques techniques
Joël Fréchet, son entraîneur à Lyon chez les moins de 19 ans, le dépeint comme suit : "Il a une grande détermination, une bonne relance et un potentiel physique impressionnant."
Mouctar Diakhaby se décrit comme tel : "Mes principales qualités sont la relance, les duels et le jeu de tête." Son jeu aérien lui permet d'inscrire de nombreux buts : il en marque ainsi cinq lors de ses 24 premiers matchs avec les pros.
Il a pour modèle Raphaël Varane.

## Statistiques

### Parcours amateur
| Saison                | Club                  | Championnat           | Championnat | Championnat | Coupe(s) nationale(s) | Coupe(s) nationale(s) | Compétition(s) continentale(s) | Compétition(s) continentale(s) | Compétition(s) continentale(s) | Total | Total |
| Saison                | Club                  | Division              | M.          | B.          | M.                    | B.                    | Comp.                          | M.                             | B.                             | M.    | B.    |
| 2013-2014             | Olympique lyonnais B  | CFA                   | 10          | 3           | -                     | -                     | -                              | -                              | -                              | 10    | 3     |
| 2014-2015             | Olympique lyonnais B  | CFA                   | 20          | 3           | -                     | -                     | -                              | -                              | -                              | 20    | 3     |
| 2015-2016             | Olympique lyonnais B  | CFA                   | 18          | 4           | -                     | -                     | UYL                            | 6                              | 0                              | 24    | 4     |
| 2016-2017             | Olympique lyonnais B  | CFA                   | 5           | 0           | -                     | -                     | -                              | -                              | -                              | 5     | 0     |
| 2017-2018             | Olympique lyonnais B  | CFA                   | 2           | 1           | -                     | -                     | -                              | -                              | -                              | 2     | 1     |
| Total sur la carrière | Total sur la carrière | Total sur la carrière | 55          | 11          | -                     | -                     | -                              | 6                              | 0                              | 61    | 11    |

### Parcours professionnel
| Saison                | Club                  | Championnat           | Championnat | Championnat | Coupe nationale | Coupe nationale | Coupe de la Ligue | Coupe de la Ligue | Compétition(s) continentale(s) | Compétition(s) continentale(s) | Compétition(s) continentale(s) | Total | Total |
| Saison                | Club                  | Division              | M.          | B.          | M.              | B.              | M.                | B.                | Comp.                          | M.                             | B.                             | M.    | B.    |
| 2016-2017             | Olympique lyonnais    | Ligue 1               | 22          | 1           | 1               | 1               | -                 | -                 | C1+C3                          | 3+8                            | 0+3                            | 34    | 5     |
| 2017-2018             | Olympique lyonnais    | Ligue 1               | 12          | 1           | 3               | 0               | 1                 | 0                 | C3                             | 5                              | 1                              | 21    | 2     |
| Sous-total            | Sous-total            | Sous-total            | 34          | 2           | 4               | 1               | 1                 | 0                 | -                              | 16                             | 4                              | 55    | 7     |
| 2018-2019             | Valence CF            | Liga                  | 22          | 2           | 7               | 0               | -                 | -                 | C1+C3                          | 3+6                            | 0+1                            | 38    | 3     |
| 2019-2020             | Valence CF            | Liga                  | 21          | 0           | 3               | 0               | -                 | -                 | C1                             | 5                              | 0                              | 29    | 0     |
| 2020-2021             | Valence CF            | Liga                  | 26          | 1           | 1               | 0               | -                 | -                 | -                              | -                              | -                              | 27    | 1     |
| 2021-2022             | Valence CF            | Liga                  | 29          | 0           | 8               | 0               | -                 | -                 | -                              | -                              | -                              | 37    | 0     |
| 2022-2023             | Valence CF            | Liga                  | 29          | 3           | 1               | 0               | -                 | -                 | -                              | -                              | -                              | 30    | 3     |
| 2023-2024             | Valence CF            | Liga                  | 14          | 1           | 1               | 0               | -                 | -                 | -                              | -                              | -                              | 15    | 1     |
| 2024-2025             | Valence CF            | Liga                  | 13          | 2           | 1               | 0               | -                 | -                 | -                              | -                              | -                              | 14    | 2     |
| Sous-total            | Sous-total            | Sous-total            | 154         | 9           | 22              | 0               | 0                 | 0                 | -                              | 14                             | 1                              | 190   | 10    |
| Total sur la carrière | Total sur la carrière | Total sur la carrière | 188         | 11          | 26              | 1               | 1                 | 0                 | -                              | 30                             | 5                              | 245   | 17    |

### En sélection nationale
| Saison                | Sélection             | Phases finales        | Phases finales | Phases finales | Phases finales | Éliminatoires | Éliminatoires | Éliminatoires | Matchs amicaux | Matchs amicaux | Matchs amicaux | Total | Total | Total |
| Saison                | Sélection             | Compétition           | M              | B              | Pd             | M             | B             | Pd            | M              | B              | Pd             | M     | B     | Pd    |
| --------------------- | --------------------- | --------------------- | -------------- | -------------- | -------------- | ------------- | ------------- | ------------- | -------------- | -------------- | -------------- | ----- | ----- | ----- |
| 2021-2022             | Guinée                | -                     | -              | -              | -              | 2             | 0             | 0             | -              | -              | -              | 2     | 0     | 0     |
| 2022-2023             | Guinée                | -                     | -              | -              | -              | 3             | 0             | 0             | 3              | 0              | 0              | 6     | 0     | 0     |
| 2023-2024             | Guinée                | CAN 2024              | 4              | 0              | 0              | 1             | 0             | 0             | 1              | 0              | 0              | 6     | 0     | 0     |
| 2024-2025             | Guinée                | -                     | -              | -              | -              | 2             | 0             | 0             | -              | -              | -              | 2     | 0     | 0     |
| Total sur la carrière | Total sur la carrière | Total sur la carrière | 4              | 0              | 0              | 8             | 0             | 0             | 4              | 1              | 0              | 16    | 1     | 0     |

## Palmarès

### En club
- Finaliste de la Coupe Gambardella en 2015 avec les U19 de l'Olympique lyonnais
- Vainqueur de la Coupe d'Espagne en 2019 avec Valence CF

### En équipe nationale
- Finaliste du Tournoi de Toulon 2016 avec l'équipe de France des moins de 20 ans.

### Distinction personnelle
- Révélation de l'année 2016 par OLTV et OLweb